# Schilfboot

Schilfboot der Urus auf dem Titicaca-See

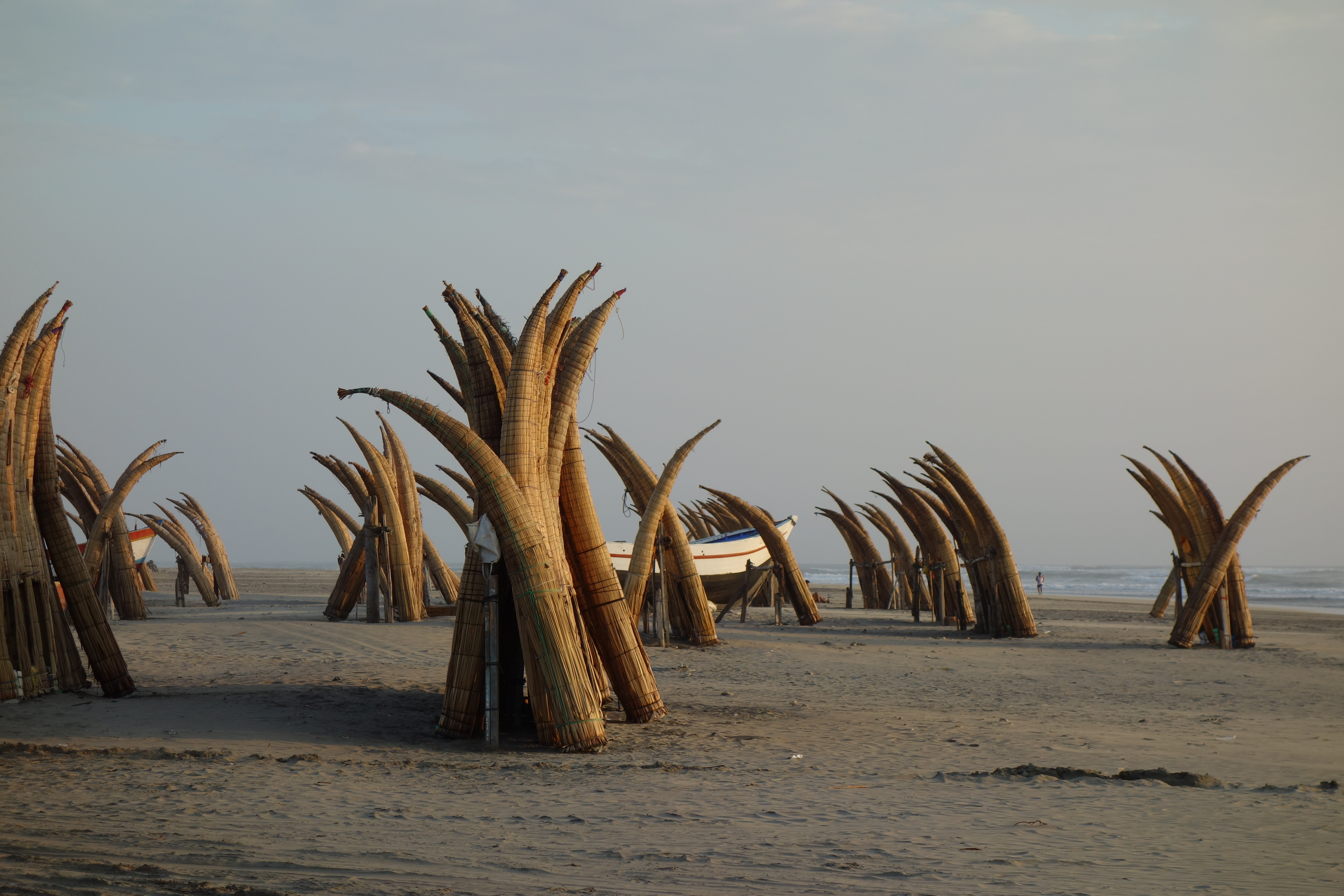
Totoras in Chiclayo

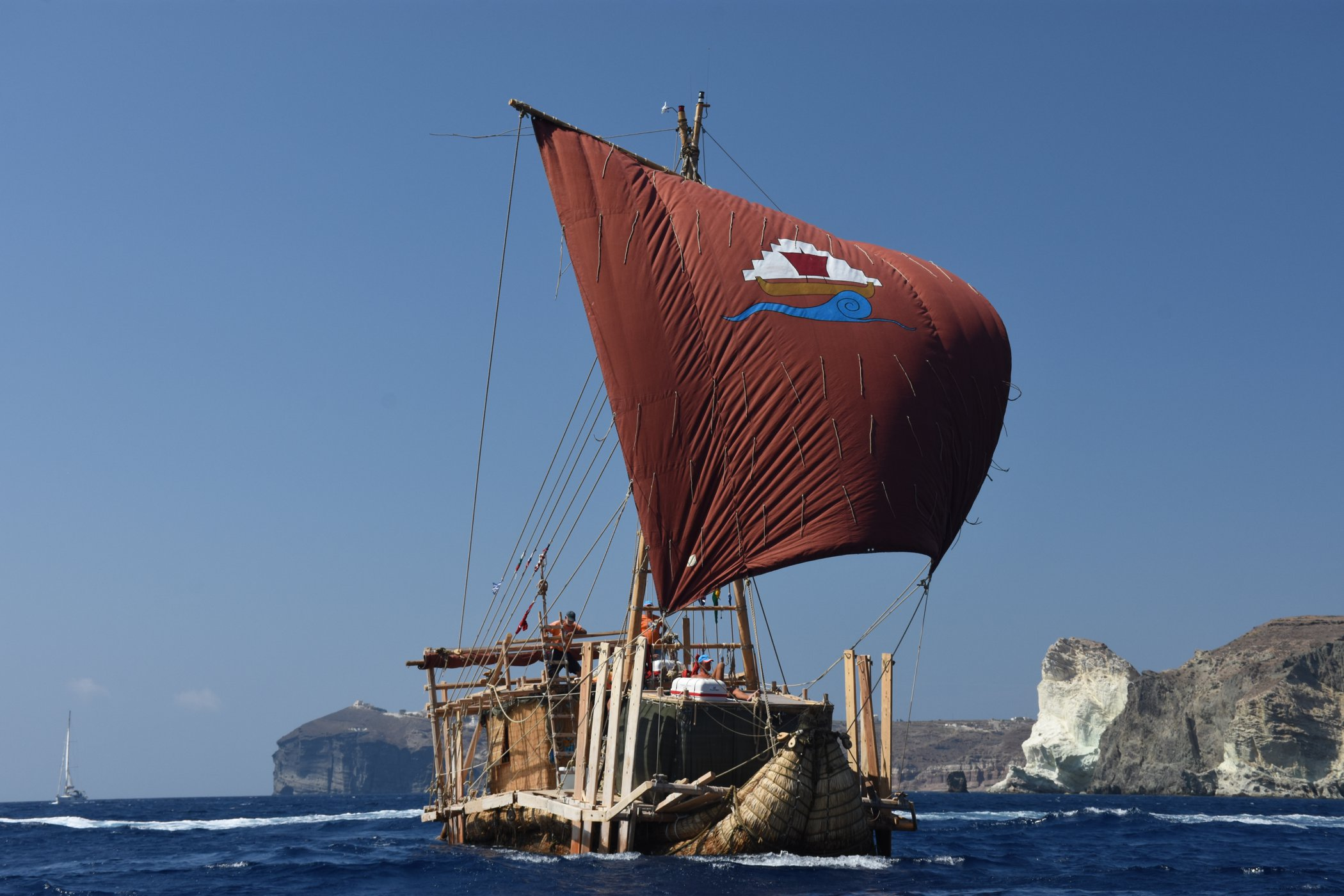
Die ABORA IV in der Caldera von Santorin

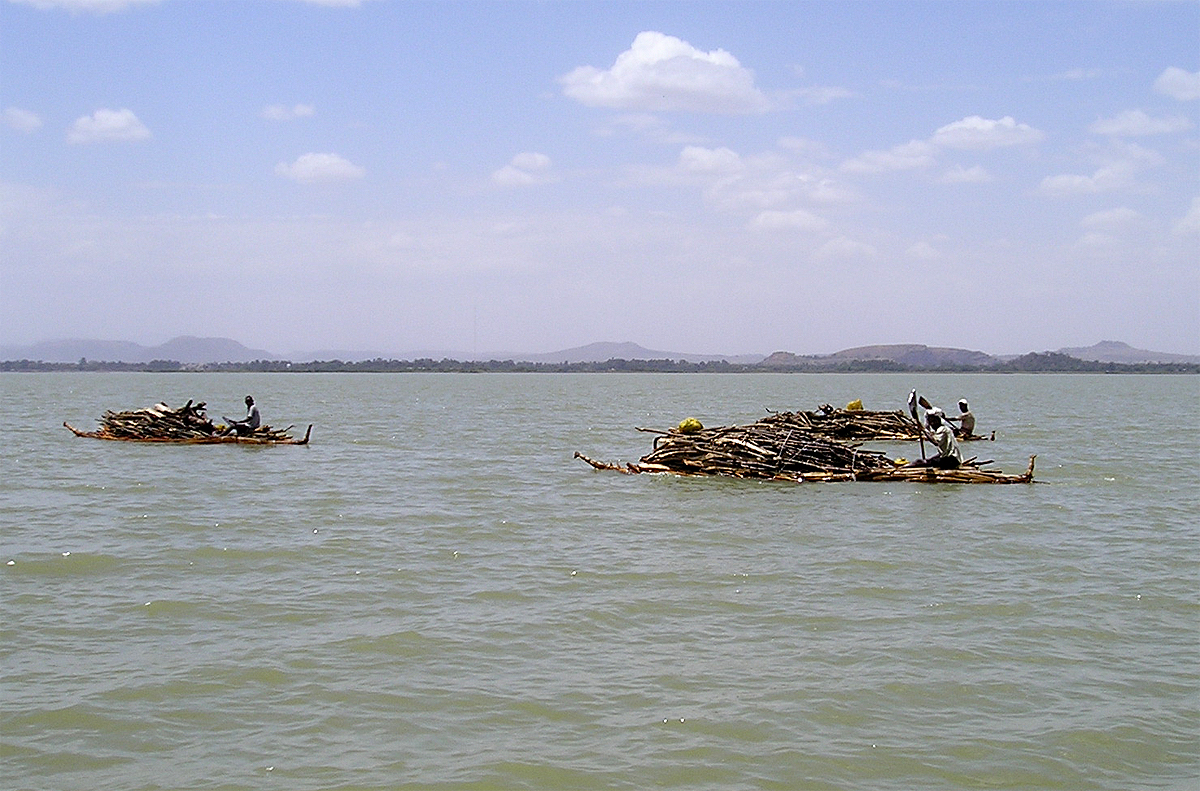
Holztransport auf Schilfbooten, Tanasee, Äthiopien

Ein Schilfboot ist ein Boot, das hauptsächlich aus Schilf besteht. Es gibt sie mit und ohne Segel.
Die sehr poröse Struktur der verwendeten Gräser gibt dem Material einen guten Auftrieb. Mit der Zeit zieht das Gras allerdings auch Wasser, daher stellen die Fischer ihre Boote zum Trocknen auf.
Zum Bau eines Bootes aus Gräsern werden jeweils mehrere Stängel zu einem Bündel zusammengeschnürt. Mindestens zwei oder drei Bündel werden dann zum eigentlichen Boot zusammengeformt.
Der Titicaca-See wird noch heute mit speziellen Schilfbooten aus Totora befahren. Dort beherrschen einige Familien der Aymara-Indianer nach wie vor die Kunst, auch größere Schilfboote herzustellen, die für Fernreisen tauglich sind. Totora-Boote findet man auch an der peruanischen Pazifik-Küste, wo diese, 'Caballitos de Totora' genannten Boote im Gebiet der Städte Huanchaco und Puno noch immer zum Fischen genutzt werden.
Auch in Europa hat sich auf Sardinien in Form der 'Fassoni' eine uralte Tradition der Herstellung und Nutzung von Schilfbooten bis in die Gegenwart hinein erhalten. Ihre kleinen aus Sumpfgras gefertigten Boote dienten ebenfalls dem Fischfang, werden heute aber aus folkloristischen und touristischen Gründen auch für Wettfahrten vor Publikum verwendet. Die antike Abbildung eines großen sardischen Schilfbootes mit Mastkonstruktion ist im Ipogeo di San Salvatore erhalten geblieben.
Thor Heyerdahl konstruierte zwei Schiffe aus Papyrus, eines aus Berdi nach alten Vorbildern.
Die Projektgruppe frühgeschichtliche Seefahrt konstruierte ebenfalls einige Schilfschiffe. Neben seinen berühmten Schilfbooten Ra I, Ra II und der Tigris gab es in den vergangenen Jahrzehnten auch weitere, weniger bekannt gewordene Schilfboot-Bauten und -Expeditionen, hauptsächlich zur experimentellen Erforschung der Möglichkeit frühgeschichtlicher transozeanischer Kontakte.
So segelte Gene Savoy 1969 mit dem Binsenfloß „Feather serpent“ (Gefiederte Schlange, d. i. Quetzalcoatl) von Peru nach Panama. Kitín Muñoz reiste 1988 mit seinem Schilfschiff „Uru“ sowie 1999 mit der 30 m langen „Mata Rangi II“ von Manta (Ecuador) nach den Marquesas. Phil Buck fuhr 2000 und 2003 mit der „Viracocha I“ und „Viracocha II“ von Nord-Chile zur Osterinsel. Alexej Vranich baute im Jahr 2002 ein Schilfboot auf dem Titicacasee und transportierte damit einen 9 Tonnen schweren Steinblock längs über den See, und John Blashford-Snell war ab 1999 mit der „Kota Mama II“ wiederholt im Amazonas-Gebiet unterwegs.
Mit Hilfe der Projektgruppe „Experimentelle Archäologie“ unter Dominique Görlitz und Cornelia Lorenz wurden in jüngerer Zeit die ABORA I- und die ABORA II-Expeditionen im Mittelmeer, die ABORA III-Expedition von New York ostwärts über den Atlantik (Expedition wurde auf hoher See abgebrochen) und schließlich ABORA IV vom Schwarzen Meer ins Mittelmeer durchgeführt. Ziel der Expeditionen war der Nachweis, dass mit Schilfbooten auch komplexe Segelmanöver durchführbar sind und somit gezielte Handelsfahrten möglich waren.